# Air-Walker
Air-Walker, il cui vero nome è Gabriel Lan, conosciuto anche come Gabriel l'Arcangelo, è un personaggio dei fumetti, creato da Stan Lee (testi) e John Buscema (disegni), pubblicato dalla Marvel Comics. La sua prima apparizione avviene in The Fantastic Four (vol. 1) n. 120 (marzo 1972).
È uno dei diversi araldi di Galactus che si sono alternati nel corso degli anni.

## Biografia del personaggio
Gabriel Lan era un capitano di vascello originario del pianeta Xandar, il cui più grande desiderio era quello di esplorare lo spazio sconfinato. Poteva benissimo ambire a fare parte del Nova Corps, un corpo di polizia galattico, ma per l'appunto quello che più desiderava era viaggiare e conoscere nuovi mondi. Decise che il suo vice comandante sull'astronave Way-Opener doveva essere Pyreus Kril, con cui stabilì una buona amicizia. Ma durante il rientro a Xandar da una missione un raggio di teletrasporto lo portò al cospetto di Galactus, il divoratore di mondi, che gli propose di divenire il suo nuovo araldo, dopo il tradimento di Silver Surfer. Comprendendo che poteva realizzare al meglio il suo grande desiderio di esplorare il cosmo illimitato Gabriel accettò la proposta senza indugio e fu trasformato in Air-Walker ottenendo una frazione del potere dello stesso Galactus.
Così Air-Walker compì il suo lavoro di cercatore di mondi per soddisfare la fame di Galactus per diversi anni, pur sentendosi responsabile e colpevole per le vittime del Divoratore, allo stesso tempo in qualche modo comprese la sofferenza e la situazione in cui si trovava lo stesso Galactus, costretto a suo modo a cibarsi dell'energia dei pianeti. Durante la loro collaborazione i due esseri divennero amici e discussero parecchie volte dell'immensità e della bellezza del cosmo.
Sfortunatamente la nave di Galactus fu attaccata da una flotta da guerra degli Ovoidi che temevano un'aggressione del Divoratore di Mondi, Air-Walker si lanciò all'attacco dell'esercito nemico ma finì per essere neutralizzato, e neppure Galactus riuscì a salvarlo poiché troppo debole per via della fame che ormai lo attanagliava e decise di fuggire da quel settore dello spazio.
Ma successivamente decise di trasferire la coscienza del suo araldo in una copia robotica perfetta, priva di sentimenti e di desideri, che spedì sulla terra per riportargli Silver Surfer. Qui si scontrò non solo con Silver Surfer ma anche con i Fantastici Quattro, e alla fine fu sconfitto e distrutto. Poco dopo l'androide fu recuperato da Machinesmith che provò inutilmente a ripararlo, nonostante la tecnologia del corpo artificiale di Air-Walker fosse molto avanzata rispetto a quella terrestre. Ma proprio quando stava per rinunciare Machinesmith attivò per caso la procedura di auto-riparazione dell'androide. Rimessosi in forze Air-Walker cercò nuovamente Silver Surfer solo per trovare Thor che lo distrusse nuovamente. Nel frattempo Galactus si era procurato un nuovo araldo: il vecchio amico di Gabriel Lan, Pyreus Kril che era diventato Firelord. Questi recuperò i resti dell'androide e li seppellì su un asteroide nelle vicinanze del pianeta Xandar.
Quando Morg, l'ennesimo araldo di Galactus, si dimostrò troppo forte per essere sconfitto Silver Surfer non solo radunò tutti i precedenti araldi in un'unica squadra ma rimise in funzione Air-Walker, che ormai non era altro che un androide senza sentimenti, che contribuì alla sconfitta di Morg. Successivamente sia Firelord che Air-Walker decisero di tornare al servizio di Galactus. Inoltre entrambi contribuirono alla ricostruzione del loro pianeta natale, precedentemente distrutto da Nebula, e alla formazione di una nuova Nova Corps. Ma la minaccia di Morg non era scomparsa del tutto, e il feroce araldo ritornò e distrusse nuovamente il corpo di Air Walker, che però riuscì a trasferire la sua coscienza nei computer dell'astronave di Galactus e continuare a compiere il suo dovere al suo servizio. Ma anche l'astronave fu distrutta e Air-Walker sembrò scomparire per sempre. Però quando Annihilus cercò di conquistare l'universo una versione androide di Air-Walker fu sconfitta dai mandanti dell'invasore alieno, che lo ritenevano inutile ai fini dei piani di Annihilus. Nonostante il salvataggio di Silver Surfer, Air-Walker morì per le ferite ricevute.

## Poteri e abilità
Air-Walker possiede una frazione del potere cosmico di Galactus, e può utilizzare tale potere per creare del calore, come forza di concussione, usare il magnetismo e l'elettricità. Questo potere cosmico aumenta anche la sua forza fisica, gli permette di raggiungere delle velocità superiori a quelle della luce, e la pelle del suo corpo è stata modificata per resistere alle intemperie del cosmo. A differenza degli altri araldi Air-Walker non ha mai utilizzato delle armi accessorie. Nella versione androide possiede anche dei circuiti di riparazione automatica.